# Spomyšl
Spomyšl település Csehországban, a Mělníki járásban. Spomyšl Lužec nad Vltavou, Vraňany, Horní Beřkovice, Jeviněves és Cítov településekkel határos. Lakosainak száma 569 fő (2024. január 1.).

## Népesség
A település lakosságának változását az alábbi diagram mutatja:
| Lakosok száma | 237  | 384  | 456  | 436  | 409  | 464  | 449  | 499  | 518  | 569  |
|               | 1869 | 1900 | 1921 | 1961 | 1980 | 2011 | 2016 | 2019 | 2021 | 2024 |